# Bozo Kovacevic
Bozo Kovacevic (* 24. Dezember 1979 in Wien) ist ein ehemaliger österreichischer Fußballspieler und späterer -trainer.

## Karriere
Bozo Kovacevic kam im Alter von 15 Jahren zum FK Austria Wien, wo er fast alle Jugendteams durchlief. In der Kampfmannschaft konnte er sich zunächst nicht durchsetzen und spielte daher beim Kooperationspartner SC Untersiebenbrunn in der 2. Division. Von dort wurde er von Georg Zellhofer zurück in die Bundesliga, zu dem von ihm betreuten SV Pasching, geholt.
Bei den Oberösterreichern, die seinerzeit als SV PlusCity Pasching und FC Superfund auftraten, reifte Bozo Kovacevic im defensiven Mittelfeld zum Nationalspieler, bereits am 12. Oktober 2002 wurde er von Teamchef Hans Krankl beim 2:0-Auswärtssieg gegen Belarus in der EM-Qualifikation '04 von Beginn an gebracht.
Bozo Kovacevic spielte knapp fünf Jahre in Pasching, in dieser Zeit kam er auch zu insgesamt sieben Länderspieleinsätzen. Zu Jahresbeginn 2007 nahm er ein Angebot der SV Ried an, mit der er bereits in seiner ersten Halbsaison österreichischer Vizemeister wurde. 2009, nachdem er kaum Einsätze bei den Riedern absolviert hatte, wechselte er zum FC Pasching in die Regionalliga Mitte. Von Juli 2010 bis Juli 2012 stand er beim SK Vorwärts Steyr (Regionalliga Mitte) unter Vertrag. Von Juli 2012 bis 2016 spielte er beim Amateurverein ASKÖ Oedt, mit dem er vier Mal in Folge in die nächsthöhere Liga aufstieg. Nach seinem Karriereende als Aktiver war er von 2016 bis 2019 als Trainer im Jugendbereich der Oedter tätig und hatte zudem von Sommer 2017 bis Sommer 2024 die Funktion des Co-Trainers der Kampfmannschaft inne.

## Erfolge
- 1 × Österreichischer Vizemeister: 2007
- 7 Spiele für die österreichische Fußballnationalmannschaft von 2002 bis 2006